# Leval-Trahegnies
Leval-Trahegnies is een dorp in de Belgische provincie Henegouwen, en een deelgemeente van de Waalse stad Binche.
Leval-Trahegnies was een zelfstandige gemeente, tot die bij de gemeentelijke herindeling van 1977 toegevoegd werd aan de gemeente Binche.
Leval-Trahegnies bestaat uit de kerkdorpen Leval en het zuidelijker gelegen Trahegnies.

## Bezienswaardigheden
- De Sint-Pieterskerk (Église Saint-Pierre) van Leval is een classicistisch kerkgebouw van 1776.
- De Sint-Matinuskerk was een neogotisch kerkgebouw van 1895 dat in 1966 door een tornado werd getroffen en in 1985 stortte de toren in, waaop de kerk werd gesloopt.
- De Moulin Stocklet, gelegen in Leval,  is een windmolen van omstreeks 1800, en wel een ronde stenen molen van het type grondzeiler. Het wiekenkruis is verwijderd maar de kap en het maalwerk zijn nog intact.

## Natuur en landschap
De hoogte aan de kerk van Leval bedraagt 117 meter.

## Economie
In 1858 werd begonnen met het graven van een schacht voor de steenkoolwinning. Uiteindelijk kwamen er twee schachten te Leval van meer dan 600 meter diepte: éen voor de winning en een voor de ventilatie. In 1935 sloot de mijn. 

## Demografische ontwikkeling
- Bronnen:NIS, Opm:1831 tot en met 1970=volkstellingen, 1976= inwoneraantal op 31 december

## Nabijgelegen kernen
Ressaix, Haine-Saint-Paul, Haine-Saint-Pierre, Mont-Sainte-Aldegonde, Épinois